# Шевалдин, Трифон Иванович
Трифон Иванович Шевалдин (1 февраля 1888, село Пристань, Красноуфимский уезд Пермская губерния — 2 июля 1954, Куйбышев, СССР) — советский военный деятель, командующий войсками армии и ряда военных округов, генерал-лейтенант (4.06.1940).

## Биография
Русский, из крестьян. В Русской Императорской армии с 1909 года. В 1910 году окончил учебную команду 74-го Ставропольского стрелкового полка. Проходил службу в этом же полку, а с 1914 года сражался в его рядах на Первой мировой войне. Полк воевал в 19-й пехотной дивизии (12-й армейский корпус на Западном фронте. На фронте произведён в офицеры, был младшим офицером, командиром взвода, командиром роты. В 1917 году окончил школу военных авиамотористов. Последний чин в русской армии — штабс-капитан. 
В РСДРП(б) с 1917 года. В Красной армии с 1918 года, участник Гражданской войны: начальник пулемётной команды, командир батальона, помощник командира 262-го стрелкового полка 30-й стрелковой дивизии, затем командир этого полка с июня 1920. Находился в госпитале, по возвращении с июля 1921 снова командир 262-го стрелкового полка. Воевал на Восточном и Южном фронтах, а также участвовал в операциях против повстанцев на Украине.
В межвоенный период продолжил военную службу: с мая 1922 — командир 88-й стрелковой бригады, с апреля 1923 — командир 88-го стрелкового полка. В 1925 году окончил Стрелково-тактические курсы усовершенствования комсостава РККА «Выстрел». С июля 1925 года находился в распоряжении Главного управления РККА, в резерве РККА с ноября 1925. При этом с декабря 1925 года находился в Южном Китае: советник военной школы, советник командира дивизии, советник командира корпуса в боевых операциях Восточного и Северного походов (1925-1927). После возвращения в СССР в 1927 году назначен помощником командира 33-й стрелковой дивизии. С 1929 — командир этой дивизии. В 1929 году окончил Курсы усовершенствования командного состава при Военной академии РККА имени М. В. Фрунзе. С сентября 1927 — помощник командира 29-й стрелковой дивизии, с марта 1928 — помощник командира 33-й Самарской стрелковой дивизии, с января 1930 — командир и военком 33-й Самарской стрелковой дивизии. В 1931 году окончил курсы командиров-единоначальников при Военно-политической академии РККА имени Н. Г. Толмачёва, вернулся к командованию дивизией.
С октября 1934, комендант и военком Полоцкого укрепрайона, с октября 1936 — помощник командующего войсками Белорусского военного округа по материальному обеспечению,  с июля 1937 — командир 4-го стрелкового корпуса в Белорусском Особом военном округе. С марта 1938 — заместитель командующего войсками Приволжского военного округа, командующий войсками этого округа с января 1939 года. В июле 1940 года отозван в распоряжение НКО СССР, в августе 1940 года назначен заместителем генерал-инспектора пехоты Красной Армии.
Командующий войсками Ленинградского военного округа с июня 1941 года. В первое военное лето под его руководством округ производил мобилизацию и формировал воинские части для фронта, отвечал за создание оборонительных сооружений и производил эвакуацию военно-учебных заведений и военных учреждений. С 1 по 29 сентября 1941 года был комендантом спешно строящегося Слуцко-Коплинского укрепрайона на подступах к Ленинграду. С 24 сентября 1941 года — командующий 8-й армией Ленинградского фронта. Войска армии под его командованием в ходе Ленинградской стратегической оборонительной операции вели бои в районе городов Кингисепп, Луга, Пушкин, Колпино. В тяжёлых оборонительных боях враг был остановлен под городами Ораниенбаум и Колпино. Так части армии создали Ораниенбаумский плацдарм, сыгравший исключительно важную роль в битве за Ленинград. В последующем армия была переброшена на прорыв блокады, в ноябре Трифон Шевалдин руководил её войсками при попытках развить наступление с плацдарма на Неве в районе Невской Дубровки на Шлиссельбург. Но плохо подготовленная операция обернулась большими потерями при практически полном отсутствии результатов. 28 ноября 1941 года освобождён от командования армией и отозван с фронта. Несколько месяцев был в резерве без нового назначения.
Командующий войсками Архангельского военного округа с марта 1942 года. В округе проводилась массовая подготовка резервов для действующей армии, были сформированы 28-я и 29-я армии, отдельные соединения и части сухопутных войск, авиации и ПВО. На округ возлагались задачи по обороне побережья Белого моря, обеспечению безопасности союзных арктических конвоев с грузами по ленд-лизу. Командующий войсками Белорусско-Литовского военного округа с февраля 1945 года. С ноября 1945 — заместитель и помощник командующего войсками Уральского военного округа. В 1948 году уволен в отставку.

## Воинские звания
- комдив — 26 ноября 1935[3].
- комкор — 9 февраля 1939[4]
- генерал-лейтенант — 4 июня 1940[2]

## Награды
- два ордена Ленина (04.1944, 21.02.1945)[5]
- три ордена Красного Знамени (1928, 3.04.1944. 3.11.1944)
- орден Отечественной войны 1-й степени (12.11.1943)
- медали.

## Память
Его именем названа одна из улиц в селе Пристань.